# Martin Adámek (1983)
Martin Adámek (* 30. června 1983, Náchod) je český programátor, učitel, cestovatel a autor knih.          

## Život
Martin Adámek se narodil v Náchodě. Uskutečnil různé cesty po Evropě: na jízdním kole, lehokole a koloběžce. Vyučoval informatiku na Univerzitě Hradec Králové, nyní soukromě vyučuje češtinu pro Poláky, programuje a veřejně vypráví o svých cestách. Kromě češtiny a angličtiny ovládá i polštinu a základy ruštiny, při cestách používá i pár slov z jiných jazyků.

Je původce (autor) tří technických řešení, ke kterým Úřad průmyslového vlastnictví zapsal užitné vzory (tzv. malé patenty).  

## Knihy
- Spam: Jak nepřivolávat, nepřijímat a nerozesílat nevyžádanou poštu. Vyšlo v nakladatelství Grada.
- Jak funguje letecká záchranka. Vyšlo v nakladatelství Computer Press.